# Kaélé
Kaélé – miasto w Kamerunie, w Regionie Dalekiej Północy, stolica departamentu Mayo-Kani. Liczy około 25,7 tys. mieszkańców.
W mieście znajduje się lokalne lotnisko.